# Масюгинский сельский округ
Масюгинский сельский округ — упразднённая административно-территориальная единица, существовавшая на территории Клинского района Московской области в 1994—1995 годах.
Масюгинский сельсовет был образован 14 июня 1954 года в составе Высоковского района путём объединения Колосовского и Опалёвского с/с.
7 декабря 1957 года Высоковский район был упразднён и Масюгинский с/с был передан в Клинский район.
1 февраля 1963 года Клинский район был упразднён и Масюгинский с/с вошёл в Солнечногорский сельский район. 11 января 1965 года Масюгинский с/с был возвращён в восстановленный Клинский район.
10 марта 1975 года к Масюгинскому с/с был присоединён Третьяковский с/с.
3 февраля 1994 года Масюгинский с/с был преобразован в Масюгинский сельский округ.
1 марта 1995 года Масюгинский с/о был упразднён, а его территория преобразована в Шипулинский с/о.